# Mara Navarria
Mara Navarria (* 18. Juli 1985 in Udine) ist eine italienische Degenfechterin.

## Erfolge
Mara Navarria gewann mit der Mannschaft 2011 in Catania und 2014 in Kasan jeweils Bronze bei Weltmeisterschaften. Im Einzel sicherte sie sich ihre erste Medaille 2018 in Wuxi, als ihr mit einem Finalsieg gegen Ana Maria Popescu der Titelgewinn gelang. 2010 wurde sie in Leipzig zudem Vizeeuropameisterin im Mannschaftswettbewerb. Bronzemedaillen mit der Mannschaft folgten 2014 in Straßburg, 2015 in Montreux und 2019 in Düsseldorf. Bei ihrer einzigen Olympiateilnahme 2012 in London schied Navarria in der zweiten Runde des Einzels aus und belegte letztlich Rang 17. Mit der italienischen Equipe schloss die den Mannschaftswettbewerb auf dem siebten Rang ab. Bei den 2021 ausgetragenen Olympischen Spielen 2020 in Tokio gewann sie mit der Mannschaft die Bronzemedaille. 2010, 2012 und 2016 wurde sie italienische Meisterin im Einzel. 2022 wurde sie mit der Mannschaft sowohl Vizeeuropameisterin in Antalya als auch Vizeweltmeisterin in Kairo. Darüber hinaus belegte sie bei den Europameisterschaften im Einzel Rang drei. Bei den Olympischen Spielen 2024 in Paris gewann Navarria mit dem Team die Goldmedaille.
Navarria ficht als Sportsoldatin für das Centro Sportivo Esercito der italienische Armee. Sie ist verheiratet und hat einen Sohn (* 2013).